# Peperomia subalata
Peperomia subalata är en pepparväxtart som beskrevs av C. Dc.. Peperomia subalata ingår i släktet peperomior, och familjen pepparväxter. Inga underarter finns listade i Catalogue of Life.